# Inverzní dioda

Schematická značka inverzní diody

Inverzní dioda je tunelová dioda, která má poměr minimálního a maximálního elektrického proudu blízký jedné.
Dioda vzniká dotací příměsmi s koncentracemi typickými pro tunelové diody (1025 m−3) i pro usměrňující diody (1021 m−3).
Inverzní dioda se vyznačuje tím, že při malých napětích vede proud lépe v závěrném směru než ve směru propustném. Z této charakteristiky také vyplývá název inverzní dioda.
Inverzní dioda nenašla širšího uplatnění. Typické použití bylo v osciloskopech Tesla řady BM5xx.[zdroj⁠?!]